# Лип'я
Ли́п'я (також Ли́п'є, пол. Lipie) — колишнє бойківське село Бещадського повіту Підкарпатського воєводства Республіки Польща. Населення — 201 особа (2011).

## Історія
У 1880 році в селі налічувалось 382 мешканці та 9 на фільварку (всі — греко-католики).
У міжвоєнний період входило до ґміни Ломна Турківського повіту Львівського воєводства.
У 1939 році в селі проживало 710 мешканців, з них 580 українців-грекокатоликів, 100 поляків (прибулі працівники нафтових свердловин — у 1921 р. їх ще не було) і 30 євреїв.
З 1944 по 1951 рік місцевість належала до Стрілківського району Дрогобицької області УРСР. У 1951 році після обміну територіями жителі були виселені, більшість (110 родин) — до колгоспу ім. Сталіна Врадіївського району (тепер Миколаївської області) у села Новопавлівка та Іванівка.
У 1975—1998 роках село належало до Кросненського воєводства.
У Лип'ї народився Григорій Малиновський, український та американський підприємець, меценат.

## Церква Собору Пресвятої Богородиці
Перші відомості про церкву відносяться до 1600 року. У 1839 році парафію з візитом відвідав єп. Іван Снігурський. У 1900 році була побудована нова церква Собору Пресвятої Богородиці в українському національному стилі. Після передачі села до складу Польської Народної Республіки та виселення мешканців споруда була розграбована, а згодом передана ново-поселеним тут римо-католикам. У ніч з 17 на 18 травня 1981 року спалена. Під час пожежі було знищено також покрівлю дзвіниці. Після серії руйнацій залишився підмурівок та більша частина дзвіниці.  

## Демографія

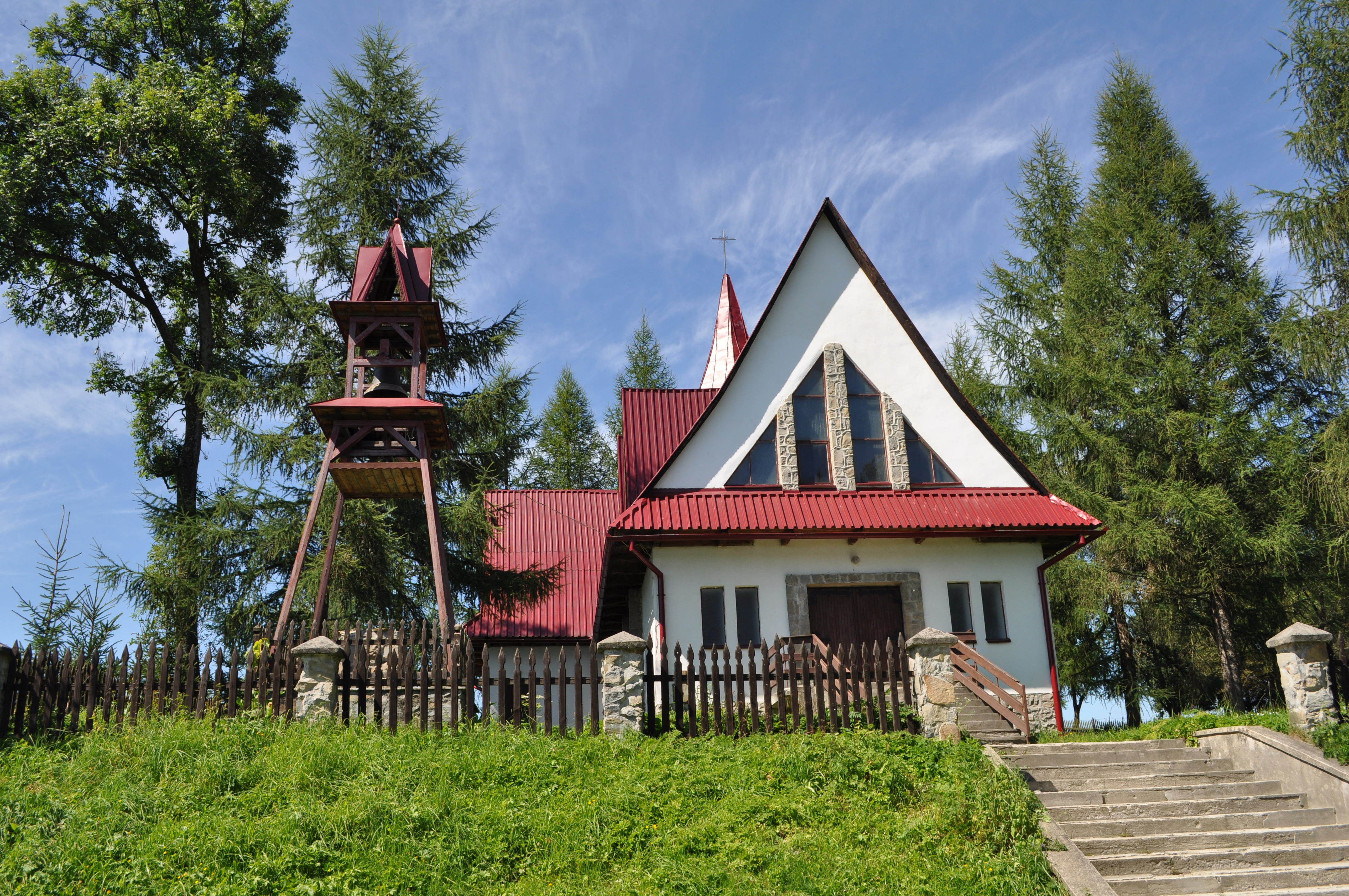
Костел Божої Матері Ченстоховської, побудований польськими поселенцями в 1983 р.

Демографічна структура станом на 31 березня 2011 року:
|          | Загалом | Допрацездатний вік | Працездатний вік | Постпрацездатний вік |
| -------- | ------- | ------------------ | ---------------- | -------------------- |
| Чоловіки | 105     | 24                 | 73               | 8                    |
| Жінки    | 96      | 18                 | 58               | 20                   |
| Разом    | 201     | 42                 | 131              | 28                   |

## Пам'ятки
- Руїни церкви св. Параскеви, згорілої в 1981 р. (була парохіяльною церквою Жукотинського деканату Перемиської єпархії УГКЦ).
- Дзвіниця XIX ст.
- Прицерковний цвинтар.